# Chromelosporium glomerulosum
Chromelosporium glomerulosum är en svampart som beskrevs av Sacc. Chromelosporium glomerulosum ingår i släktet Chromelosporium och familjen Pezizaceae.   Inga underarter finns listade i Catalogue of Life.